# Vincent V. Severski
Vincent Viktor Severski, właśc. Włodzimierz Sokołowski (ur. 4 października 1956 w Warszawie) – polski pisarz oraz funkcjonariusz Służby Bezpieczeństwa (Departament I MSW), Urzędu Ochrony Państwa (Zarząd Wywiadu) i Agencji Wywiadu, emerytowany pułkownik.

## Życiorys
Syn Aleksego i Lucyny. Jego przodkowie pochodzą z Wilna i nieistniejącej obecnie wsi Rejszaliszki, gdzie rodzina od strony babki przez wiele pokoleń aż do czasu II wojny światowej zamieszkiwała dwór. Studiował prawo na Uniwersytecie Warszawskim. W 1981 obronił pracę magisterską na temat Kryminalistyczna problematyka alibi.
Był funkcjonariuszem wywiadu PRL i III RP, pełnił służbę wywiadowczą 26 lat, z czego prawie połowę poza Polską (m.in. w Ambasadzie w Sztokholmie). Był szkolony w Studium Podyplomowym Ośrodka Kształcenia Kadr Wywiadu w Starych Kiejkutach w okresie 24 sierpnia 1981 do 15 lipca 1982. Po 1990 przeszedł przeszkolenie w USA przez CIA. W Agencji Wywiadu doszedł do stanowiska dyrektora biura.
Pracę zaczął w 1982 w Wydziale XI Dep. I MSW (dywersji ideologicznej). Zajmował się rozpoznaniem osobowym działalności obcych służb specjalnych prowadzących dywersję ideologiczną skierowaną na Polskę oraz rozpracowaniem NSZZ „Solidarność”. W czerwcu 1989 zaangażowany był w organizację wyborów. W 1990 został pozytywnie zweryfikowany i zwolniony z pracy w wywiadzie. Na początku lat 90. został ponownie przyjęty do służby. Uczestniczył wedle swoich słów w ok. 140 przedsięwzięciach operacyjnych w prawie 50 państwach. Zna biegle trzy języki (angielski, rosyjski i szwedzki). Odszedł ze służby w AW w 2007 na własną prośbę, w stopniu pułkownika. Następnie rozpoczął karierę pisarską. Do 2018 jego książki sprzedały się w nakładzie ponad 500.000 egzemplarzy. W 2024 autor podawał, że łączny nakład jego książek wynosił „prawie milion” egzemplarzy. W czerwcu 2025 roku wydawca poinformował o przekroczeniu progu miliona sprzedanych egzemplarzy.

## Nagrody i wyróżnienia
Wielokrotnie odznaczany i wyróżniany przez władze Polski oraz Izraela i Wielkiej Brytanii, Legionnaire Legion of Merit przyznany przez prezydenta USA Baracka Obamę.

## Twórczość
Cykl Nielegalni
- 2011 – Nielegalni. Warszawa: Wydawnictwo Czarna Owca, 2011. ISBN 978-83-7554-296-7. (pol.). Brak numerów stron w książce
- 2012 – Niewierni. Warszawa: Wydawnictwo Czarna Owca, 2012. ISBN 978-83-7554-646-0. (pol.). Brak numerów stron w książce
- 2014 – Nieśmiertelni. Warszawa: Wydawnictwo Czarna Owca, 2014. ISBN 978-83-7554-983-6. (pol.). Brak numerów stron w książce
- 2016 – Niepokorni. Warszawa: Wydawnictwo Czarna Owca, 2016. ISBN 978-83-8015-622-7. (pol.). Brak numerów stron w książce

Cykl Zamęt / Odwet / Nabór / Dystopia
- 2018 – Zamęt (cykl Sekcja t.1). Warszawa: Wydawnictwo Czarna Owca, 2018. ISBN 978-83-8015-999-0. (pol.). Brak numerów stron w książce
- 2019 – Odwet (cykl Sekcja t.2). Warszawa: Wydawnictwo Czarna Owca, 2018. ISBN 978-83-8143-004-3. (pol.). Brak numerów stron w książce
- 2021 – Nabór (cykl Sekcja t.3). Warszawa: Wydawnictwo Czarna Owca, 2021. ISBN 978-83-8143-383-9. (pol.). Brak numerów stron w książce
- 2023 – Dystopia (cykl Sekcja t. 4), Wydawnictwo Czarna Owca, Warszawa 2023, ISBN 978-83-8252-637-0.

Inne powieści
- 2019 – Christine Powieść o Krystynie Skarbek. Warszawa: Wydawnictwo OsnoVa, 2019. ISBN 978-83-6627-503-4. (pol.). Brak numerów stron w książce
- 2022 – Plac Senacki 6 PM. Warszawa: Wydawnictwo Czarna Owca, 2022. ISBN 978-83-8143-996-1. (pol.). Brak numerów stron w książce
- 2025 – Krawiec. Warszawa: Wydawnictwo Czarna Owca, 2025. ISBN 978-83-8382-223-5. (pol.). Brak numerów stron w książce